# Сухаров Олександр Юрійович
Сухаров Олекса́ндр Юрійович (нар. 18 лютого 1994, Україна) — український футболіст, захисник українського клубу «Краматорськ».

## Життєпис
Є вихованцем донецького «Шахтаря». Виступав за фарм-клуб у Другій лізі чемпіонату України за «Шахтар-3», де провів два сезони, відігравши з 2011 по 2013 роки. Опісля цього Олександр перейшов у луганську «Зорю», де одразу почав виступи за команду U-21 у молодіжній першості. Показавши непересічні скутки, після двох років виступів за молодіжку вирушив на літні збори у Туреччину з основним складом. 18 липня 2016 року стало відомо про трансфер Сухарова до естонського клубу «Калев».